# 全国農協青年組織協議会
全国農協青年組織協議会（ぜんこくのうきょうせいねんそしききょうぎかい、略称:JA全青協）は、農協青年組織を会員とした組織。農業青年の協同意識を高め、農業をよりどころとして、豊かな地域社会を築くことを目的に1954年（昭和29年）に設立された。構成員は約5万人。日本農業の担い手・中核者となる、おおむね20歳から45歳までの青年層が中心となっている。主な活動は、農政への提言や農協運動の推進、国内農業の振興、農協青年組織の活動支援等である。

## 組織概要
農協の青年組織は、20～40代半ばの主に農業青年者を会員（盟友）とする農協の組合員組織であり、農業経営の向上や地域農業の振興、農政運動等の活動を行っている。2020年4月現在で、全国の農協青年組織の加入者数（盟友数）は5万4,918人である。県レベルでは農協青年組織の連合組織があり、山梨県を除く46都道府県で設立されている。
JA全青協は、「JA青年組織綱領」において、農協青年組織の活動目的を以下のように定めている。
- 農業を通じた環境、文化、教育の活動により地域社会に貢献する。
- 国民との相互理解により、食と農の価値を高める責任ある政策を提言する。
- JAの事業運営に積極的に参画する。

また、「農協青年部性格5原則」により、農協青年組織のあり方を以下のように定めている。
- 農協運動の推進組織
- 農村青年の組織
- 自主的な組織
- 同志的組織
- 政治的中立組織

## 沿革

### 活動前史
JAの青年組織は戦前の産業組合時代に設立された産業組合青年連盟（産青連）に辿ることができる。産青連は、1920年代に長野県や静岡県での結成を初めとして全国的に普及し、1932年には府県単位18、郡市単位53、町村単位6,171の組織が設立された。
当時、産業組合の拡大に伴って、農業資材購買や農産物販売で米穀商や肥料商等との競合が激しくなった。そして、30年前後の昭和恐慌を契機に、米穀商や肥料商等は産業組合運動との対立を深め、1933年に全日本商権擁護連盟を結成し、政府への陳情等を通して組織的な「反産業組合運動（反産運動）」を起こす。
これに対して、産業組合中央会の指導のもとに同年に産業組合青年連盟全国連合を結成し、「反・反産運動」を展開して対抗する。産青連は、「反・反産運動」の中心的な役割を担った。
その後、戦時下の1942年に政府より解散させられる。

### 全青協の誕生と活動
1946年、旧産青連の関係者らが中心となって全国農村青年連盟が設立される。1947年に農協法が施行され、農青連は農協・連合会の設立運動を推進した。
その後活動は停滞し、農青連は50年に全国農民連盟に改組される。一方で農協には、農協青年部、農協青年連盟が結成されていく。
1951年9月に、全国指導農協連合会（後の全国農業協同組合中央会）と全国農民連盟の共催で全国農業青年協議会が開かれ「全国農協青年連絡協議会」の設置を可決する。そして1953年5月に、栃木県の鬼怒川温泉で全国農協青年部代表者協議会が開催され、農協青年組織のあり方を定めた「農協青年部性格5原則」の採択と全国組織の結成を決定した。翌1954年5月には「全国農協青年組織連絡協議会」が設立され、1957年に現在の名称となる。
これまでの農政運動では、1960年代初めに農業労働災害補償対策、1960・70年代の米価闘争、1970年代初めに都市農地の宅地並み課税反対運動等を行ってきた。
また、農産物自由化反対運動として、1980年代には日米農産物貿易交渉に対する「牛肉・オレンジ自由化反対運動」や1990年代初めにはGATT合意による米市場開放阻止運動、2010年代前半には反TPP運動なども行っている。

## 主な活動
毎年2月に「JA全国青年大会」を開催している。（日本青年団協議会など主催の「全国青年大会」とは無関係）
また、農協青年組織の政策・方針集として、年度毎に「ポリシーブック」を作成している。「ポリシーブック」はアメリカの農業団体の農政運動を参考にしたもので、農業の諸課題等の解決に向けた行動目標の明確化と、現場からの課題積み上げによる政策提案づくりという意義を持っている。